# Platystoma dimidiatum
Platystoma dimidiatum is een vliegensoort uit de familie van de Platystomatidae. De wetenschappelijke naam van de soort is voor het eerst geldig gepubliceerd in 1913 door Hendel.